# Eratini
Eratini (griechisch Ερατεινή (f. sg.)) ist ein Dorf in der mittelgriechischen Gemeinde Dorida am Nordufer des Golfs von Korinth. Zwischen 1997 und 2010 war Eratini Verwaltungssitz der damaligen Gemeinde Tolofona, die durch die Verwaltungsreform 2010 als Gemeindebezirk in der neu geschaffenen Gemeinde Dorida aufgegangen ist. Es ist eine der bevölkerungsreichsten Siedlungen in Dorida und verfügt über zahlreiche Dienstleistungen wie Hotels, Restaurants, Apotheken, Bäckereien, Metzger und Supermärkte.
Eratini liegt 14 km westlich von Galaxidi, 19 km südlich von Lidoriki, 23 km südwestlich von Amfissa und 35 km östlich von Nafpaktos. Es liegt an der griechischen Nationalstraße 48 (Andirrio–Nafpaktos–Delfi–Livadia).
Früher war der Ort als „Hani“ bekannt, da es sich um einen Hafen mit einigen Gasthäusern und einem Zollamt handelte, in dem Passagiere von Schiffen sowie Waren für das bergige Dorida an Land gingen. Im Jahr 1893 erhielt es seinen heutigen Namen und seitdem hat es nicht aufgehört, sich weiterzuentwickeln. Der Handel und die Seekommunikation mit Piräus und Aegio sowie der schrittweise Ausbau der Infrastruktur trugen zur Entwicklung bei.
1908 wurde Eratini durch ein starkes Erdbeben zerstört. Bei diesem Erdbeben gab es keine Opfer, aber viele Gebäude dieser Zeit wurden zerstört. Damals gab es keine Straße nach Athen oder Patras. Leute, die nach Athen oder Patras wollten, nahmen die Boote, die normalerweise zum Kauf oder Verkauf von Lebensmitteln und Tieren waren (vor allem in Aegios und Patras). 1936 wurde Eratini an das Stromnetz angeschlossen. Am 6. Juli 1965 gab es ein weiteres starkes Erdbeben (M=6,3) mit einem Opfer und vielen Sachschäden und eines im Jahr 1995 mit vielen Sachschäden.

## Einwohner
| Jahr | Einwohner |
| ---- | --------- |
| 1981 | 529       |
| 1991 | 572       |
| 2001 | 726       |
| 2011 | 856       |
| 2021 | 757       |